# تعويضات الحرب العالمية الثانية

تقسيم ألمانيا اعتبارا من مؤتمر بوتسدام ، مع التنازل عن الأراضي ذات اللون الكريمي كشكل من أشكال التعويض لبولندا والاتحاد السوفيتي. في حالة التنازل عن بولندا كانت الأراضي الألمانية في الواقع تعويضًا عن خسارة المقاطعات الشرقية لبولندا أمام الاتحاد السوفيتي

بعد الحرب العالمية الثانية، اضطرت كل من ألمانيا الغربية وألمانيا الشرقية إلى دفع تعويضات الحرب لحكومات الحلفاء، وفقًا لمؤتمر بوتسدام. تنازلت ألمانيا مؤقتًا في البداية، وبشكل نهائي اخيرا، عن ربع أراضيها وفقًا لحدود عام 1937 إلى بولندا والاتحاد السوفيتي. كانت دول المحور الأخرى ملزمة بدفع تعويضات الحرب وفقًا لمعاهدات باريس للسلام، 1947 .

## المقترحات المبكرة
كانت الخطة المبكرة لألمانيا ما بعد الحرب هي خطة مورغنثاو التي وضعت شروط من شأنها أن تحول ألمانيا إلى مجتمع زراعي. خطة <a href=«./خطة مورغنثاو» rel="mw:WikiLink" data-linkid="15" data-cx="{&amp;quot;adapted&amp;quot;:false,&amp;quot;sourceTitle&amp;quot;:{&amp;quot;title&amp;quot;:&amp;quot;Morgenthau Plan&amp;quot;,&amp;quot;pageprops&amp;quot;:{&amp;quot;wikibase_item&amp;quot;:&amp;quot;Q661995&amp;quot;},&amp;quot;pagelanguage&amp;quot;:&amp;quot;en&amp;quot;},&amp;quot;targetFrom&amp;quot;:&amp;quot;label&amp;quot;}" class="mw-redirect cx-link" id="mwGQ" title=«خطة مورغنثاو»>مورغنثاو</a> الفرنسية كانت ستضم منطقة الرور إلى فرنسا. تم تغيير هذا الموقف تمامًا بسبب اتفاق لندن بشأن الديون الخارجية الألمانية، والمعروفة أيضًا باسم اتفاقية لندن للديون (الألمانية: لندنر شولدينابكومن) لعام 1953.

## المدفوعات
وفقًا لمؤتمر يالطا، لن يتم دفع أي تعويضات مالية إلى دول الحلفاء. بدلاً من ذلك، كان جزء كبير من هذه القيمة عبارة عن أصول صناعية ألمانية، بالإضافة إلى العمل القسري عند الحلفاء. تم توضيح مطالب الحلفاء خلال مؤتمر بوتسدام. كان يتعين دفع تعويضات مباشرة للقوى المنتصرة الأربعة (فرنسا وبريطانيا والولايات المتحدة الأمريكية والاتحاد السوفيتي)، بالنسبة لدول النفوذ السوفيتي فإن الاتحاد السوفيتي سيوزعها.

### ضم المناطق
ضم الاتحاد السوفيتي الأراضي الألمانية شرق خط أودر-نايسه، مما أدى إلى طرد 12 مليون ألماني. تم دمج هذه المناطق في بولندا الشيوعية والاتحاد السوفيتي على التوالي وإعادة توطينها مع مواطني هذه البلدان، في انتظار مؤتمر سلام نهائي مع ألمانيا. نظرًا لعدم عقد مؤتمر سلام إطلاقا، تم التخلي عن المناطق فعليًا من قبل ألمانيا. في حالة بولندا، كانت الأراضي المكتسبة عبارة عن تعويض عن الحدود الشرقية التي ضمتها الاتحاد السوفيتي، والتي تم تخصيص أراضي لها إلى بولندا نتيجة لمعاهدة ريغا في عام 1921.
سيطرت فرنسا على محمية سار من عام 1947 إلى عام 1956، بقصد استخدام رواسب الفحم فيها وربما ضم المنطقة إلى فرنسا بشكل دائم. كانت نفس المناجم تحت السيطرة الفرنسية منذ نهاية الحرب العالمية الأولى حتى عام 1935. وعقب نتائج الاستفتاء، اضطرت فرنسا إلى التخلي عن سيطرتها على منطقة سار في 1 يناير 1957.
ضمت هولندا حوالي 69 كم 2 من الأراضي الألمانية في عام 1949 اتي أعيد جميعها تقريبًا إلى حكومة ألمانيا الغربية في عام 1957. بموجب المعاهدة الهولندية الألمانية المبرمة في لاهاي في 8 أبريل 1960، وافقت ألمانيا الغربية على دفع مبلغ 280 يورو لهولندا مليون مارك ألماني في كتعويضات. تم إجراء عمليات ضم مماثلة من قبل بلجيكا وكذلك لوكسمبورغ. كما تم إرجاع معظم هذه المناطق بعد دفع تعويضات ألمانية.

### تفكيك الصناعات
في بداية الاحتلال، قام الحلفاء بتفكيك بقايا الصناعات الألمانية. تم تفكيك الآلات ونظام السكك الحديدية ونقل كل شيء إلى الحلفاء. تم السيطرة على الأسطول التجاري الألماني وجميع السفن الأخرى. وتمت مصادرة الأسهم الأجنبية البالغة حوالي 2.5 مليار دولار. كان على الصناعات الألمانية المتبقية التخلي عن حصة من إنتاجها للحلفاء. تم الاستيلاء على شحنات كبيرة من الصلب والفحم، وغيرها من الإنتاج الصناعي ونقلها خارج البلاد.  في وقت لاحق خفف الحلفاء الغربيون من موقفهم لصالح خطة مارشال، بينما استمرت ألمانيا الشرقية في تسليم البضائع والمواد الخام الصناعية إلى الاتحاد السوفيتي حتى عام 1953. 

### الملكية الفكرية
صادر الحلفاء كميات كبيرة من براءات الاختراع وحقوق النشر والعلامات التجارية الألمانية بقيمة تبلغ 10 مليارات دولار (1948). 

### السخرة
تم إجبار الملايين من الألمان على العمل القسري لعدة سنوات للعمل عند الحلفاء في المخيمات أو التعدين أو الحصاد أو الصناعة.

### تكاليف الاحتلال
كان على ألمانيا تحمل تكلفة احتلال الحلفاء بنفسها؛ تصل إلى عدة مليارات من الدولارات. 

### ضحايا المحرقة
أبرمت ألمانيا مجموعة متنوعة من المعاهدات مع الدول الغربية والشرقية بالإضافة إلى مؤتمر المطالبات اليهودية والمؤتمر اليهودي العالمي لتعويض ضحايا المحرقة. حتى عام 2005، تم دفع حوالي 63 مليار يورو للأفراد. تم دفع مبالغ إضافية من قبل الشركات الألمانية التي استغلت عمال السخرة.

## المستفيدين

### بولندا
نتيجة للعدوان من قبل ألمانيا النازية، تعرضت بولندا لتدمير هائل صناعيا (62٪ منها دمر)، وبنيته التحتية (84٪) وفقدان أرواح المدنيين (17.07 ٪ من مواطنيها خلال الحرب). قدرت تعويضات المواد التي تكبدتها ألمانيا بحوالي 1.5 مليار يورو إلى قيم الصرف لعام 2006، وهو ما يعادل حوالي 2٪ من جميع الخسائر المادية في بولندا، ليس منها الخسائر البشرية الفادحة بحوالي 6 ملايين شخص. لهذه الأسباب، لا تزال بولندا البلد الذي تلقى أقل تعويضات فيما يتعلق بالضرر الذي لحق بها.
في 23 أغسطس 1953، أعلن النظام البولندي الشيوعي الذي فرضه الاتحاد السوفيتي، تحت ضغط وسيطرة الاتحاد السوفيتي، أنه سيتنازل من جانب واحد عن حقه في تعويضات الحرب من ألمانيا الشرقية في 1 يناير 1954، باستثناء تعويضات القمع النازي والفظائع الوحشية. بالمقابل، اضطرت ألمانيا الشرقية إلى قبول حدود أودر - نيس، التي أعطت حوالي ربع حدود ألمانيا لعام 1937 (انظر الأراضي الشرقية السابقة لألمانيا) إلى بولندا وروسيا. لم تدفع ألمانيا الغربية تعويضات لغير اليهود عن الأضرار التي لحقت في بولندا. في عام 1972، دفعت ألمانيا الغربية تعويضات للبولنديين الذين نجوا من التجارب الطبية الزائفة أثناء سجنتهم في مختلف المعسكرات النازية خلال الحرب العالمية الثانية. في عام 1975، تم توقيع اتفاقية جيريك-شميدت في وارسو. ونصت على دفع 1.3 مليار مارك ألماني إلى البولنديين الذين دفعوا خلال الاحتلال النازي لنظام الضمان الاجتماعي الألماني لكنهم لم يتلقوا أي معاش تقاعدي.
بعد إعادة توحيد ألمانيا في عام 1990، طالبت بولندا التعويضات مرة أخرى، كرد فعل على مطالبات منظمات اللاجئين الألمانية التي تطالب بتعويض عن الممتلكات والأراضي التي استولت عليها الدولة البولندية الجديدة والتي تم ترحيلها قسراً على النحو المنصوص عليه في اتفاق بوتسدام وحدود أودر-نيس المذكورة أعلاه. في عام 1992، تم تأسيس مؤسسة المصالحة البولندية الألمانية من قبل الحكومتين البولندية والألمانية، ونتيجة لذلك، دفعت ألمانيا حوالي 4.7 مليار زلوتي. بين عامي 1992 و2006، دفعت كل من ألمانيا والنمسا تعويضًا للضحايا البولنديين وغير اليهود من ضحايا أعمال الرقيق في ألمانيا النازية وكذلك للأيتام البولنديين والأطفال الذين عملو قسريا. دفع الصندوق السويسري لضحايا المحرقة تعويضات بين عامي 1998 و2002 لليهود البولنديين والرومانيين الذين كانوا ضحايا لألمانيا النازية. هناك جدل مستمر بين خبراء القانون الدولي البولندي حول ما إذا كانت بولندا لا يزال لها الحق في المطالبة بتعويضات الحرب، حيث يقول كثيرون إن إعلان 1954 لم يكن قانونيًا لأن بولندا لم تكن دولة ذات سيادة.
ظهرت قضية التعويضات مرة أخرى في عام 2017 بتعليقات أدلى بها مسؤولون حكوميون بولنديون من حزب القانون والعدالة. وفقًا لبيان صادر عن الحكومة الألمانية حول هذه القضية، تم حل المشكلة في عام 1953 حيث رفضت بولندا الاستمرار في تلقي أي مدفوعات من ألمانيا الشرقية. ورد هذا الادعاء من قبل المعلقين البولنديين الذين صرحوا بأن الحكومة البولندية آنذاك كانت تحت سيطرة الاتحاد السوفياتي وأن رفضها عام 1953 غير ملزم.
ادلى باستمرار ياروسلاف كازينسكي، زعيم حزب القانون والعدالة، ببيانات حول قضية التعويضات من البداية. رفض سيغمار غابرييل وزير خارجية ألمانيا قضية التعويضات مرة أخرى نيابة عن الحكومة الألمانية.

### اليونان

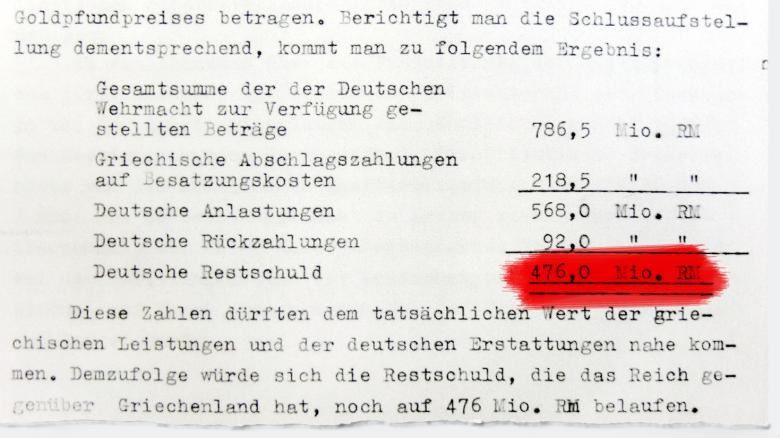
مقتطف Akte R 27320، صفحة 114 (الأرشيف السياسي لوزارة الخارجية الألمانية الاتحادية)

نتيجة للاحتلال الألماني النازي، تعرضت اليونان لتدمير هائل صناعيا (80٪ منها دمرت)، والبنية التحتية (28٪ دمرت)، والموانئ والطرق والسكك الحديدية والجسور (90٪)، والغابات والموارد الطبيعية الأخرى (25٪)  وفقدت أرواح المدنيين (7.02-11.17 ٪ من مواطنيها). وتشير مصادر أخرى إلى أن إجمالي عدد الوفيات الناجمة عن احتلال المحور يتراوح بين 273000 و747000 يوناني، أو ما بين 3.7 و 10.2٪ من سكان ما قبل الحرب. أجبر النظام النازي المحتل اليونان على دفع تكاليف الاحتلال في البلاد والمواد الخام والمواد الغذائية اللازمة لقوات الاحتلال، وخلق الظروف المناسبة لحصول المجاعة الكبرى. علاوة على ذلك، في عام 1942، تم إجبار البنك المركزي اليوناني من قبل النظام النازي المحتل على إقراض 476 مليون من الرايخ الألمانية بفائدة 0٪ على ألمانيا النازية.
بعد الحرب، في عام 1960، قبلت اليونان 115 مليون مارك من ألمانيا الغربية كتعويض عن الجرائم النازية. ومع ذلك، أصرت الحكومات اليونانية السابقة على أن هذا لم يكن سوى دفعة أولى، وليس تعويضات كاملة. في عام 1990، وقبل إعادة توحيد ألمانيا مباشرة، وقعت ألمانيا الغربية وألمانيا الشرقية على اتفاقية اثنين زائد أربعة مع دول الحلفاء السابقة: الولايات المتحدة والمملكة المتحدة وفرنسا والاتحاد السوفيتي. بالنسبة لألمانيا، تمت تسوية مسألة التعويضات بهذا الاتفاق. في 8 فبراير 2015، طلب رئيس الوزراء اليوناني آنذاك، ألكسيس تسيبراس من ألمانيا دفع تعويضات «كاملة» لليونان. في 6 أبريل 2015، قيّمت اليونان تعويضات الحرب الآن بما يعادل 279 مليار يورو. وردت الحكومة الألمانية بأن شروط معاهدة اثنين زائد أربعة لا تزال قائمة وتم حل القضية في عام 1990. ومع ذلك، في يوليو 2019، اقترحت لجنة برلمانية في البوندستاغ، البرلمان الألماني، أن الحكومة الألمانية لم تعد قادرة على «الهروب من المسؤولية التاريخية» عن الأضرار التي سببتها خلال الحرب العالمية الثانية تجاه اليونان، وأنه ينبغي حل القضية عن طريق نقلها إلى محكمة العدل الدولية.
في سبتمبر 2019، أمرت المحكمة العليا الإيطالية، في قرار تاريخي من هذا النوع، بمصادرة الدخل الناتج من الممتلكات ألمانيا في إيطاليا، وسيتم تقديم هذا كتعويض حرب لضحايا جرائم الحرب النازية في ديستومو، قرية في اليونان.

### إسرائيل
دفعت ألمانيا الغربية تعويضات لإسرائيل عن ممتلكات يهودية صودرت بموجب قوانين نورمبرغ والسخرة والاضطهاد. بلغت المدفوعات إلى إسرائيل حتى عام 1989 حوالي 14 مليار دولار. 

### هولندا
طالبت هولندا بتعويضات لكنها رغبت لاحقًا في ضم جزء كبير من الأراضي الألمانية. في نهاية المطاف ضمت 69كم 2 في عام 1949، ثم تم شراؤها من قبل ألمانيا الغربية في عام 1960.

### يوغوسلافيا
تلقت جمهورية يوغوسلافيا الاتحادية الاشتراكية قيمة 36 مليون دولار أمريكي من المعدات الصناعية من المصانع الألمانية التي تم تفكيكها. دفعت ألمانيا الغربية أيضًا 8 ملايين مارك ألماني كتعويضات عن التجارب النازية على البشر على المواطنين اليوغوسلافيين.